# Liste der Monuments historiques in Marseille
Die Liste der Monuments historiques in Marseille führt die rund 80 Monuments historiques in der französischen Stadt Marseille in alphabetischer Vorsortierung auf (Stand 1. September 2021).

## Liste der Immobilien
| Bezeichnung | Beschreibung | Standort | Kennzeichnung | Schutzstatus | Datum          | Bild           |
| --- | --- | --- | ------------- | ------------ | -------------- | -------------- |
| Abtei Saint-Victor | | (Lage) | PA00081323    | Classé       | 1840 1862      |                |
| Bahnhof L'Estaque | | 16 avenue de Caronte (Lage) | PA13000065    | Inscrit      | 2012           |                |
| Bastide Flotte de la Buzine | | 23, rue Dieudé (Lage) | PA13000070    | Inscrit      | 2013           |                |
| Bastide von Montgolfier-la-Tour-du-Pin | | Traverse Cade (Lage) | PA00125711    | Inscrit      | 1993           |                |
| Bastide de Tour Sainte | Landhaus (Bastide) mit Parkanlage, in der zweiten Hälfte des 19. Jahrhunderts durch Amédée Armand, Präsident der Marseiller Handelskammer, zusammengefasst und gestaltet; ein Hauptwerk der Landschaftsgestaltung und der Marseiller Landhauskultur; Elemente: Landhaus (72 chemin des Bessons), 18. Jahrhundert, mit halbkreisförmiger Allee und Park; Tour de l’Immaculée Conception (22 traverse de Tour-Sainte), achteckiger Turm, 1856; die Große Allee zwischen Turm und Landhaus | 62–80 chemin des Bessons 20–26 traverse de Tour-Sainte Avenue de Tour-Sainte Impasse des Quatre-Portails (Lage)                                  | PA13000036    | Inscrit      | 2001           | weitere Bilder |
| Bastide von Vallon Giraudy | | Chemin des Bessons (Lage) | PA00135622    | Inscrit      | 1995           |                |
| Bernhardinerkapelle (ehemalige Kapelle des Lycée Thiers)                                                                                      | | (Lage) | PA00081330    | Classé       | 1952           |                |
| Bischofspalast | | Rue du Commissaire-Divisionnaire-Antoine-Becker (Lage)                                                                                           | PA00081342    | Inscrit      | 1978           |                |
| Caves Saint-Sauveur (Keller des Hl. Erlösers)                                                                                                 | | (Lage) | PA00081327    | Classé       | 1840           |                |
| Chapelle des Pénitents blancs du Saint-Esprit (Kapelle der Weißen Büßer des Hl. Geistes)                                                      | | 3 montée du Saint-Esprit (Lage) | PA00081328    | Inscrit      | 1932           |                |
| Chapelle des Pénitents noirs (Kapelle der Schwarzen Büßer)                                                                                    | | 6 rue du Bon-Jésus (Lage) | PA00081329    | Classé       | 1931           |                |
| Château d’If | | (Lage) | PA00081333    | Classé       | 1926           |                |
| Château Régis | | 59 avenue de Saint-Menet (Lage) | PA13000010    | Inscrit      | 1996           |                |
| Château de Chenonceau | | Avenue de Saint-Menet (Lage) | PA13000011    | Inscrit      | 1996           |                |
| „Chaudron de l’Estaque“ (Raum der Stille) | | 110 boulevard Roger-Chieusse (Lage) | PA13000021    | Inscrit      | 1998           |                |
| Cité Radieuse Wohneinheit nach Plänen von Le Corbusier                                                                                        | | 280 boulevard Michelet (Lage) | PA00081373    | Classé       | 1986 1995      |                |
| Consigne Sanitaire (Lagerhaus für Gesundheits-/Sanitätsbedarf)                                                                                | | Quai du Port (Lage) | PA00081325    | Inscrit      | 1949           |                |
| Domaine de la Cavalière (Domäne der Reiterin)                                                                                                 | | 124bis avenue des Caillols (Lage) | PA13000051    | Inscrit      | 2006           |                |
| Domaine de la Roserie (Anwesen zum Rosengarten)                                                                                               | | Chemin des Bessons (Lage) | PA00081512    | Inscrit      | 1991           |                |
| Fontaine Fossati (Fossati-Springbrunnen) | | Place des Capucines (Lage) | PA00081343    | Classé       | 1941           |                |
| Fort Saint-Jean (Fort Hl. Johannes) | | (Lage) | PA00081344    | Classé       | 1964           |                |
| Fort Saint-Nicolas (Fort Hl. Nikolaus) | | (Lage) | PA00081345    | Classé       | 1969           |                |
| Friedhof Saint-Pierre Grabmal Camille Olive                                                                                                   | | 380 rue Saint-Pierre (Lage) | PA13000071    | Inscrit      | 2014           |                |
| Galeerenarsenal von Marseille | | 23 Cours Honoré-d’Estienne-d’Orves (Lage) | PA00081324    | Inscrit      | 1978           |                |
| Gebäude | | 32-34 la Canebière (Lage) | PA00081355    | Inscrit      | 1949           |                |
| Gebäude | | 36 la Canebière (Lage) | PA00081356    | Inscrit      | 1949           |                |
| Gebäude | | 40 la Canebière Cours Saint-Louis (Lage) | PA00081357    | Inscrit      | 1949           |                |
| Gebäude | | 1 rue Molière Rue Saint-Saëns (Lage) | PA00081358    | Inscrit      | 1965           |                |
| Gebäude | | 42-66 quai du Port (Lage) | PA00125713    | Inscrit      | 1993           |                |
| Gebäude | | 55 boulevard Rodocanachi (Lage) | PA00081359    | Inscrit      | 1980           |                |
| Gebäude | | 1 rue Saint-Ferréol Canebière (Lage) | PA00081360    | Inscrit      | 1949           |                |
| Griechisches Theater | | Quartier de l’hôtel de ville (Lage) | PA00081371    | Classé       | 1966           |                |
| Große Synagoge | | 117-119 rue Breteuil (Lage) | PA13000053    | Inscrit      | 2007           |                |
| Grotte Cosquer Figuier-Grotte Renard-Grotte Triperie-Grotte                                                                                   | | Cap Morgiou (Lage) | PA00081518    | Classé       | 1992           |                |
| Grotte-ermitage des Aygalades | | (Lage) | PA00081517    | Classé       | 1992 1994      |                |
| Hôpital Caroline (Hospital Caroline) | | Île Ratonneau (Lage) | PA00081346    | Inscrit      | 1980           |                |
| Hôtel de Cabre | | 85 Grande-Rue (Lage) | PA00081363    | Classé       | 1926 1941      |                |
| Hôtel du Commandant du 15e corps (Amtshaus des Kommandanten des 15. Korps)                                                                    | | 11 rue Armény (Lage) | PA00081347    | Inscrit      | 1930           |                |
| Hôtel Daviel | | Place Daviel (Lage) | PA00081348    | Classé       | 1945           |                |
| Hôtel-Dieu | | 6 place Daviel (Lage) | PA00081349    | Inscrit      | 1963           |                |
| Hôtel Hubaud | | 38 rue Longue-des-Capucins (Lage) | PA00081350    | Inscrit      | 1943           |                |
| Hôtel Louvre et Paix | | 49-51-53-55-57 Canebière Rue des Récollettes Rue Vincent-Scotto (Lage)                                                                           | PA00081351    | Classé       | 1982           |                |
| Hôtel Pascal | | 52 rue Paradis (Lage) | PA00081352    | Inscrit      | 1949           |                |
| Hôtel Pesciolini | | 1 rue Nationale (Lage) | PA00081364    | Inscrit      | 1929           |                |
| Hôtel de préfecture des Bouches-du-Rhône | | Place de la Préfecture (Lage) | PA00081353    | Inscrit      | 1979           |                |
| Hôtel Roux de Corse (jetzt Lycée Montgrand)                                                                                                   | | 13 rue Montgrand (Lage) | PA13000016    | Inscrit      | 1997           |                |
| Hôtel de Ville (Rathaus Marseille) | | (Lage) | PA00081354    | Classé       | 1948           |                |
| Îlot urbain grec du collège du Vieux-Port | Insula der griechischen Stadt Massalia im Bereich des Collège Vieux-Port, 6. Jahrhundert vor Christus, später überbaut mit der antiken Hafenbefestigung, 5. und 4. Jahrhundert vor Christus, sowie dem römischen Theater, Anfang des 1. Jahrhunderts nach Christus | 2 rue des Martégales (Lage) | PA13000050    | Classé       | 2009           |                |
| Jardin des Vestiges | | Place de la Bourse (Lage) | PA00081369    | Classé       | 1916 1972      |                |
| Karmeliterkirche | | (Lage) | PA00081338    | Classé       | 1983           |                |
| Kathedrale Sainte-Marie-Majeure | | (Lage) | PA00081326    | Classé       | 1906           |                |
| Kathedrale Vieille Major | | (Lage) | PA00081336    | Classé       | 1840           |                |
| Kirche der Mission de France | | 44-44bis rue du Tapis-Vert (Lage) | PA00081337    | Inscrit      | 1965           |                |
| Maison Diamantée (jetzt Musée du Vieux Marseille)                                                                                             | | 13 rue de la Prison (Lage) | PA00081365    | Classé       | 1925           |                |
| Maison du Figaro | | 1 cours Saint-Louis Canebière (Lage) | PA00081361    | Inscrit      | 1949           |                |
| Maison Gaston Castel | | 2 Impasse Croix-de-Régnier (Lage) | PA00081362    | Inscrit      | 1981           |                |
| Mareograf | | 174 corniche du Président-Kennedy (Lage) | PA13000040    | Classé       | 2002           |                |
| Monument au roi Alexandre Ie de Yougoslavie et à Louis Barthou (Gemeinsames Denkmal für König Alexander I. von Jugoslawien und Louis Barthou) | | Rue de Rome Rue Peyral (jardin de la Préfecture) (Lage)                                                                                          | PA13000056    | Inscrit      | 2009           |                |
| Monument aux héros et victimes de la mer (Denkmal für die Helden und Opfer des Meeres)                                                        | | Boulevard Charles-Livon (Lage) | PA13000058    | Inscrit      | 2009           |                |
| Monument aux morts de l’Armée d’Orient et des terres lointaines (Denkmal für die Gefallenen der Armee des Nahen und fernen Ostens)            | | Corniche du Président-Kennedy (square Lieutenant-Danjaume) (Lage)                                                                                | PA13000057    | Inscrit      | 2009           |                |
| Moschee des Galeerenarsenals | | 584 avenue du Prado (Lage) | PA00081366    | Inscrit      | 1965           |                |
| Notre-Dame-des-Accoules (Glockenturm) | | hinter dem Rathaus (Lage) | PA00081334    | Inscrit      | 1964           |                |
| Oper | | Place Ernest-Reyer Rue Corneille Rue Francis-Davso Rue Molière (Lage)                                                                            | PA00081367    | Classé       | 1997           |                |
| Überreste des Oppidum des Baou de Saint-Marcel                                                                                                | | (Lage) | PA00081510    | Inscrit      | 1990           |                |
| Oppidum de Verduron | | (Lage) | PA13000039    | Classé       | 2004           |                |
| Palais des Arts (Kunstpalast) | | 1 place Carli (Lage) | PA00132789    | Classé       | 1994 1997      |                |
| Palais Longchamp | | Boulevard Philippon Place Henri-Dunant Boulevard Montricher Boulevard du Jardin-Zoologique Boulevard Camille-Flammarion Place Louis-Rafer (Lage) | PA00081368    | Classé       | 1974 1997 1999 |                |
| Pavillon de partage des eaux des Chutes-Lavie                                                                                                 | | Rue Jeanne-Jugan Avenue des Chutes-Lavie (Lage)                                                                                                  | PA13000019    | Inscrit      | 1998           |                |
| Phare de Planier Leuchtturm auf der Insel Planier)                                                                                            | | Île de Planier (Lage) | PA13000042    | Inscrit      | 2002           |                |
| Porte d’Aix | | Place Jules-Guesde (Lage) | PA00081370    | Classé       | 1982           |                |
| Römische Docks | | 28 place Vivaux (Lage) | PA00081335    | Classé       | 1959           |                |
| Schloss Borély | | (Lage) | PA00081332    | Classé       | 1936           |                |
| Schloss von La Buzine | | Traverse de La-Buzine (Lage) | PA13000014    | Inscrit      | 1997           |                |
| Saint-Cannat | | (Lage) | PA00081339    | Inscrit      | 1926           |                |
| Saint-Joseph (Kirche St. Joseph) | | 126 rue Paradis Rue Dragon 31 rue Stanislas-Torrents (Lage)                                                                                      | PA13000015    | Classé       | 1999           |                |
| Saint-Laurent (Kirche St. Laurentius) | | (Lage) | PA00081340    | Classé       | 1921 1950      |                |
| Saint-Lazare | | 35 rue Edmond-Rostand (Lage) | PA00135623    | Inscrit      | 1995           |                |
| Saint-Louis | | 20 chemin Saint-Louis au Rove (Lage) | PA00081502    | Inscrit      | 1989           |                |
| Saint-Nicolas-de-Myre (Kirche des Nikolaus von Myrrhe                                                                                         | | 19 rue Edmond-Rostand (Lage) | PA13000083    | Inscrit      | 2016           |                |
| Saint-Théodore | | 1 rue de l’Étoile 3 rue des Dominicaines (Lage)                                                                                                  | PA00081341    | Classé       | 1991           |                |
| Seifenfabrik Fer-à-cheval | | 13 boulevard de la Bougie 70 chemin de Sainte-Marthe (Lage)                                                                                      | PA13000089    | Inscrit      | 2019           |                |
| Tour des Trinitaires (Turm der Trinitarier)                                                                                                   | | Rue de la Vieille-Tour (Lage) | PA00081372    | Inscrit      | 1926           |                |
| Vieille Charité (Kapelle und Krankenhaus) | | (Lage) | PA00081331    | Classé       | 1951           |                |
| Villa La Palestine | | 126 plage de l’Estaque (Lage) | PA00125712    | Inscrit      | 1993           |                |
| Villa Magalone | | 245 boulevard Michelet (Lage) | PA00081374    | Inscrit      | 1948           |                |